# Andrew Moore (Fotograf)
Andrew Moore (* 1957) ist ein amerikanischer Fotograf.
Er studierte an der Princeton University Architektur und später dann Fotografie unter Emmet Gowin. Er unterrichtet an der Princeton University und der School of Visual Arts in  New York City. Seine Arbeiten dokumentieren Russlands Gegenwart und das alte Theater der 42. Straße in New York City.

## Ausstellungen (Auswahl)

### Gruppenausstellungen
- Clocktower, New York (1990)
- Janet Borden Inc., New York (1992)
- New York Now 2000, Museum of the City of New York (2000)

### Einzelausstellungen
- Nina Freudenheim, Buffalo, New York (1984)
- Art Miami, Miami, Florida (1999)
- Paris Photo, Frankreich (1999)
- Yancey Richardson Gallery, New York (2002)
- Galerie f 5,6, München (2006)
- Museum of Russian Art, Minneapolis (2007)
- Moscow Art Center, Russland (2007)